# Ču-pej
Ču-pej (znaky: 竹北; tongyong pinyin: Jhúběi; hanyu pinyin: Zhúběi) je město v Čínské republice, leží v severozápadní části ostrova Tchaj-wan na pobřeží Tchajwanského průlivu. Ve správním systému Čínské republiky je hlavním městem okresu Sin-ču. Rozkládá se na ploše 48,75 km² a má 121 183 obyvatel (březen 2007).
Město je přímo napojeno na Národní dálnici č. 1 (中山高速公路), která vede ze severu na jih ostrova po jeho západní straně, a na trať Tchajwanské rychlodráhy (台灣高速鐵路; přes stanici Sin-ču umístěnou v Ču-peji), jež byla dána do provozu 5. ledna 2007.